# Protaetia candezei
Protaetia candezei är en skalbaggsart som beskrevs av Lansberge 1880. Protaetia candezei ingår i släktet Protaetia och familjen Cetoniidae. Inga underarter finns listade i Catalogue of Life.